# Дубровка (Міякинський район)
Дубро́вка (рос. Дубровка, башк. Дубровка) — присілок у складі Міякинського району Башкортостану, Росія. Входить до складу Великокаркалинської сільської ради.
Населення — 83 особи (2010; 82 в 2002).
Національний склад:
- чуваші — 87%